# Orlyval

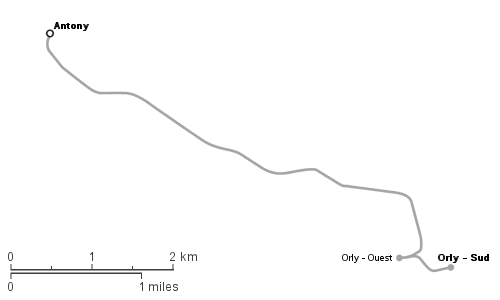
Схематическое изображение линии

Orlyval — специальная линия метро в Париже, автоматически управляемые поезда которой осуществляют сообщение между аэропортом Орли и станцией экспресс-электричек (RER) Antony на линии . В год перевозится около 2,5 млн пассажиров. На всех станциях установлены платформенные раздвижные двери.
Val обозначает Véhicule automatique léger (лёгкий автоматический поезд). Поезда Orlyval управляются автоматически, без машиниста. Каждый поезд состоит из двух вагонов, передвигающихся на резиновых шинах. Поезда были разработаны компанией Matra в 1971 году и впервые введены в эксплуатацию в Лилле.
Линия Orlyval была открыта 2 октября 1991 года. Первоначально частная линия принадлежала компании Matra, специализирующейся в области наукоёмких технологий и транспорта, но позже была передана во владение парижской транспортной компании RATP, в эксплуатации которой находится весь парижский общественный транспорт, в том числе RER и метро.
Цена билета (для взрослых) от аэропорта до станции Anthony составляет 9,30€, включая проезд на метро — 12,05€ (цены указаны на 1 января 2013 года). Проезд между обоими терминалами Орли бесплатный.
Протяжённость линии Orlyval составляет 7,3 км, линия состоит всего из трёх станций: Antony (линия  RER), Orly-Ouest и Orly-Sud. Длительность поездки между терминалами Орли-Запад и Орли-Юг составляет всего 2 мин, от Западного терминала до Antony — 6 минут. Всего на линии эксплуатируются 8 поездов, которые отправляются со станций в утренние и вечерние часы с интервалом в 4 минуты. Orlyval работает ежедневно с 6 до 23 ч.

## Галерея

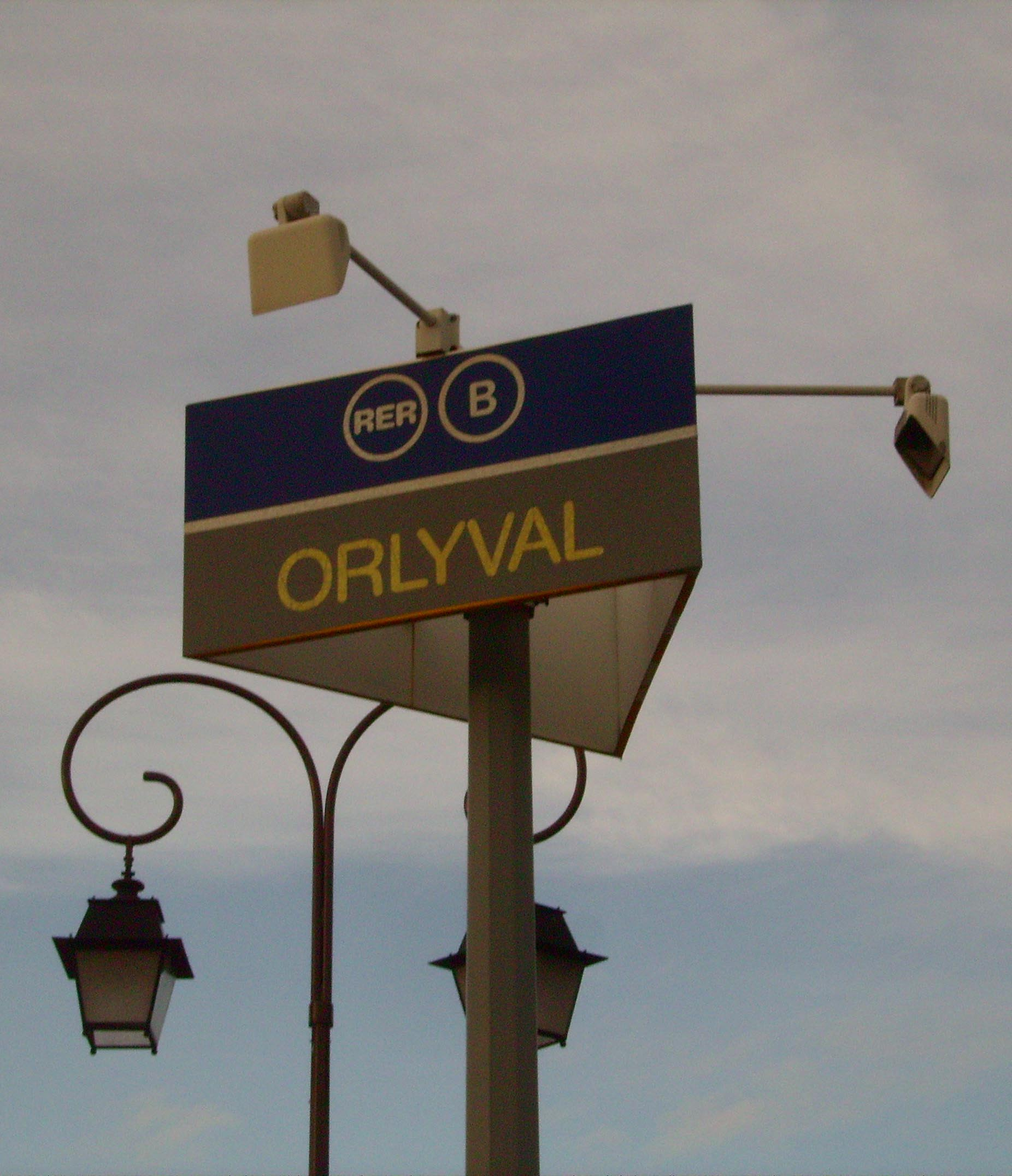
Вход на станцию Antony
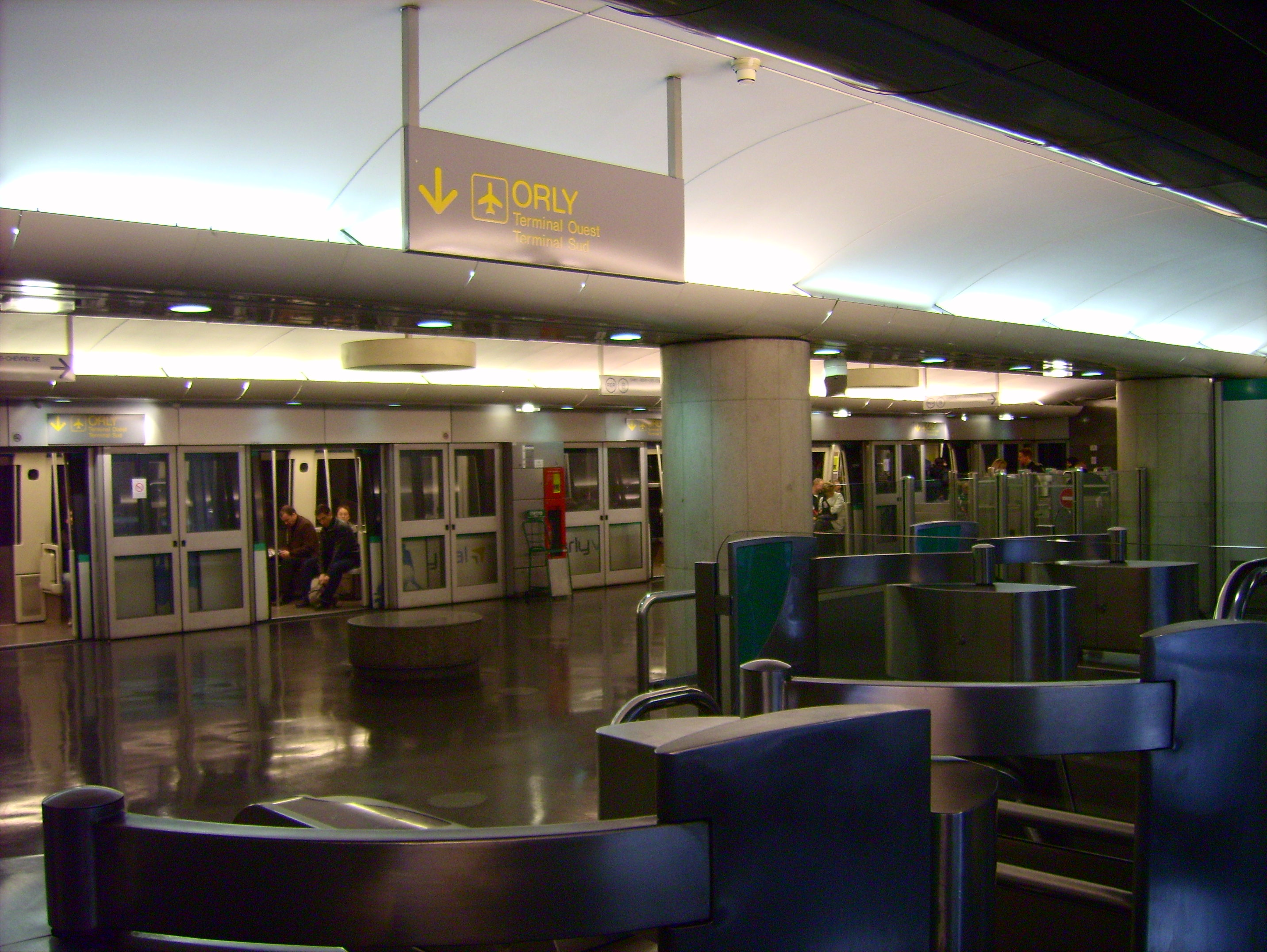
На станции Antony
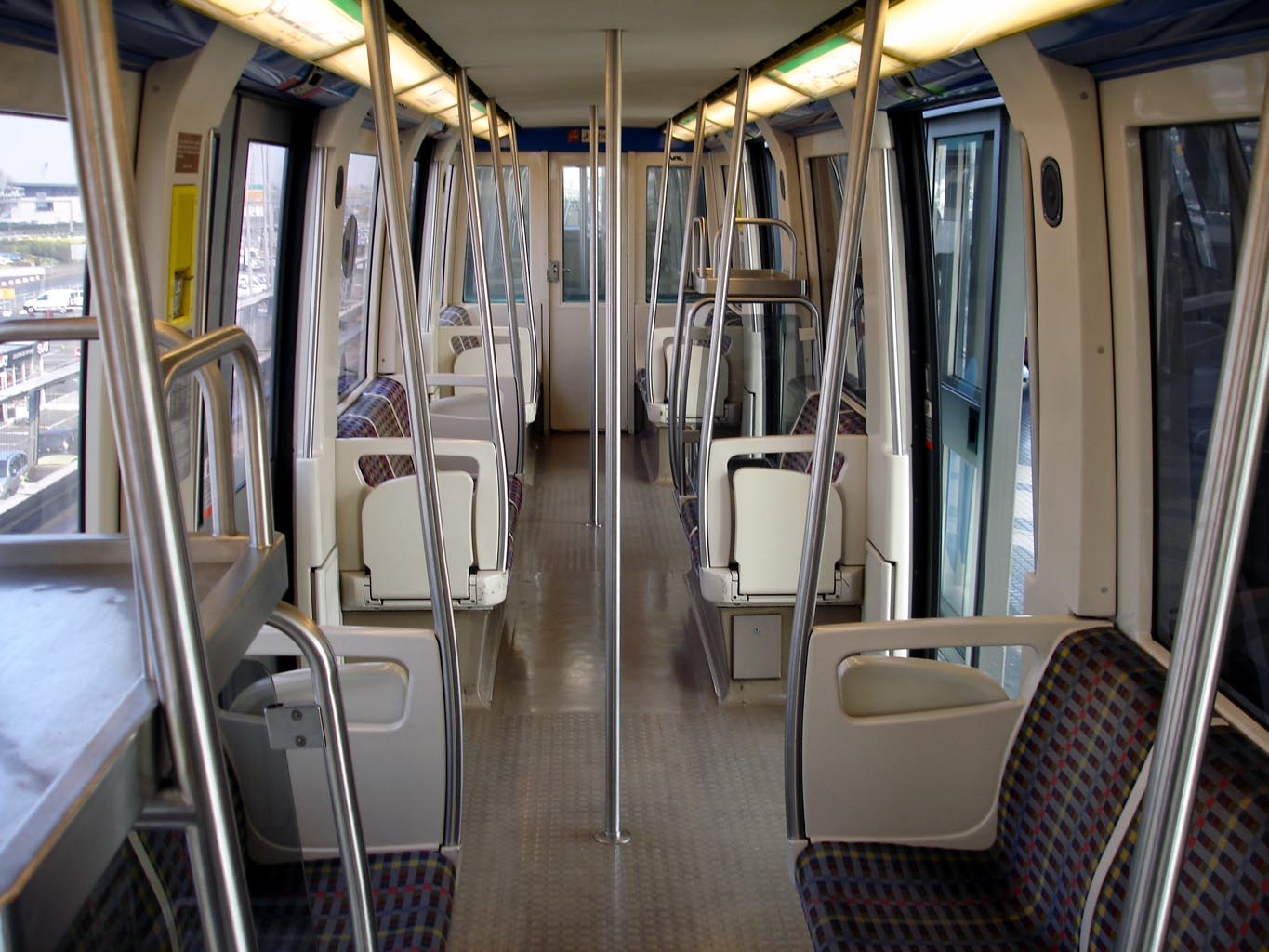
Внутри поезда
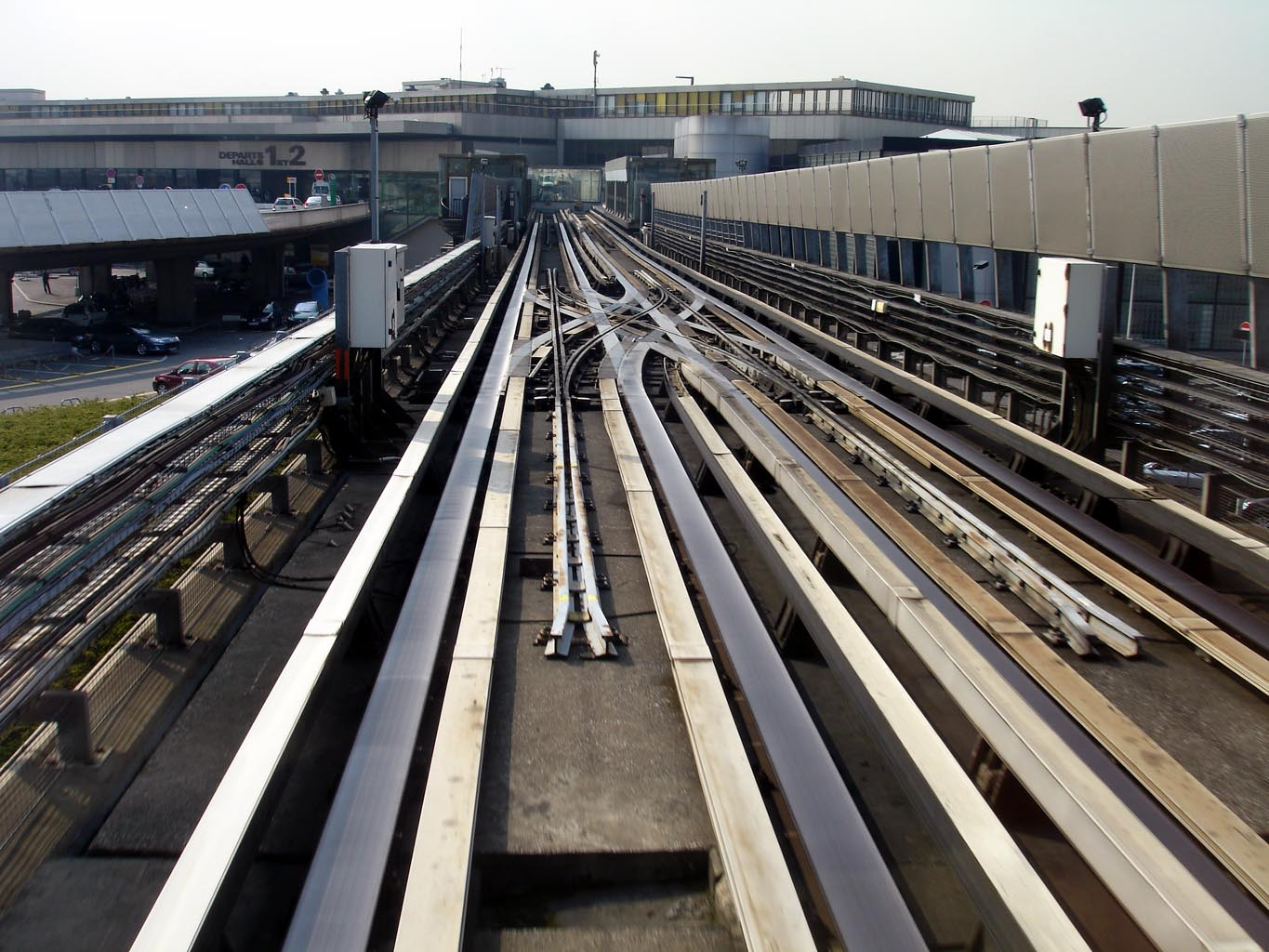
Orly-Ouest
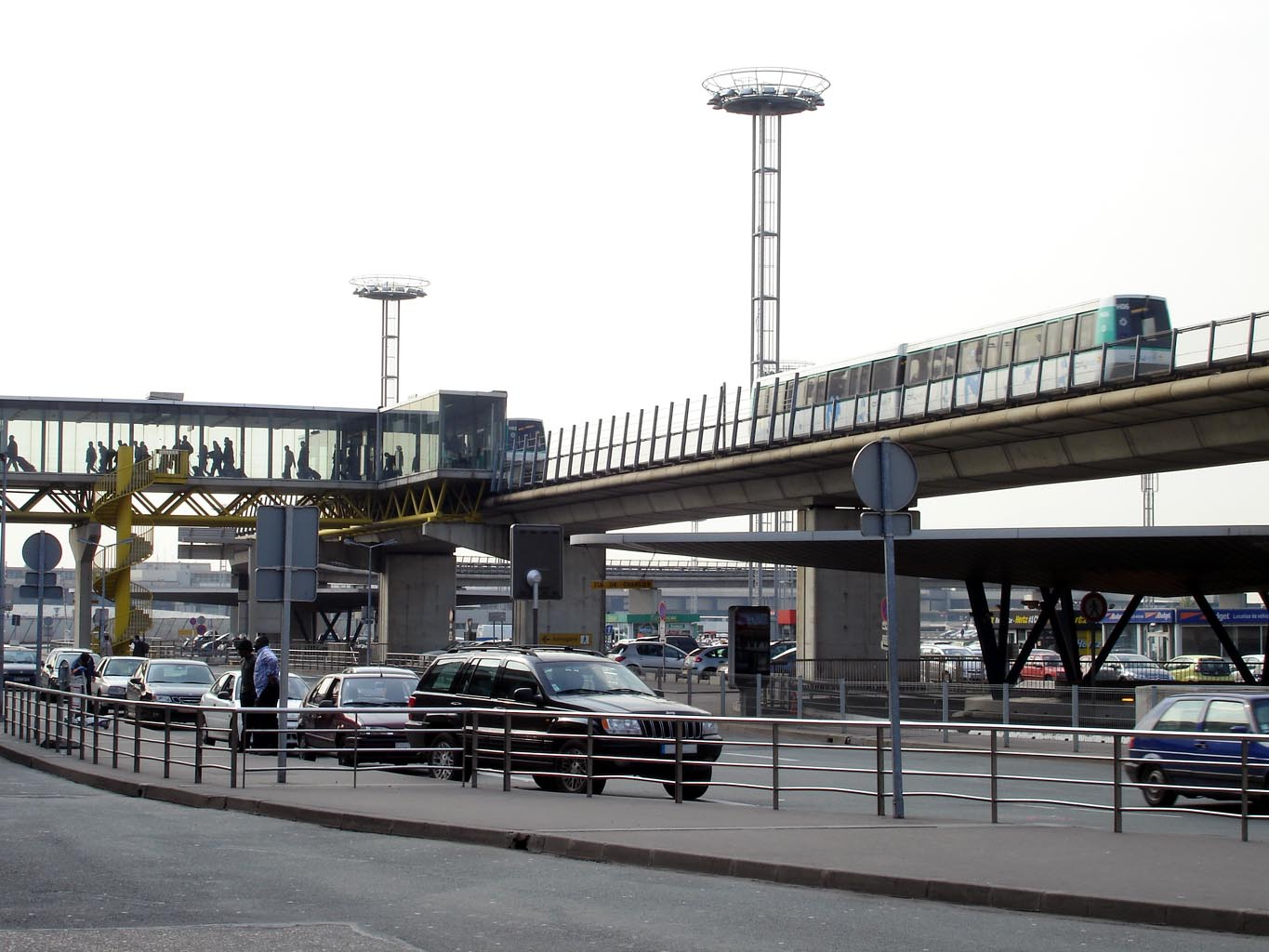
Orly-Sud
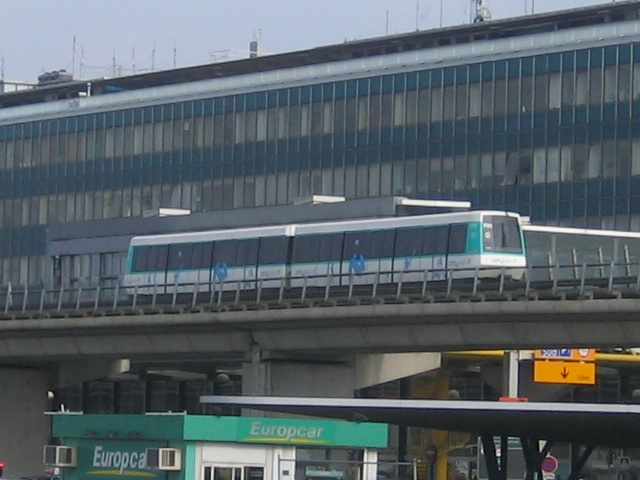
Прибытие на Orly-Sud
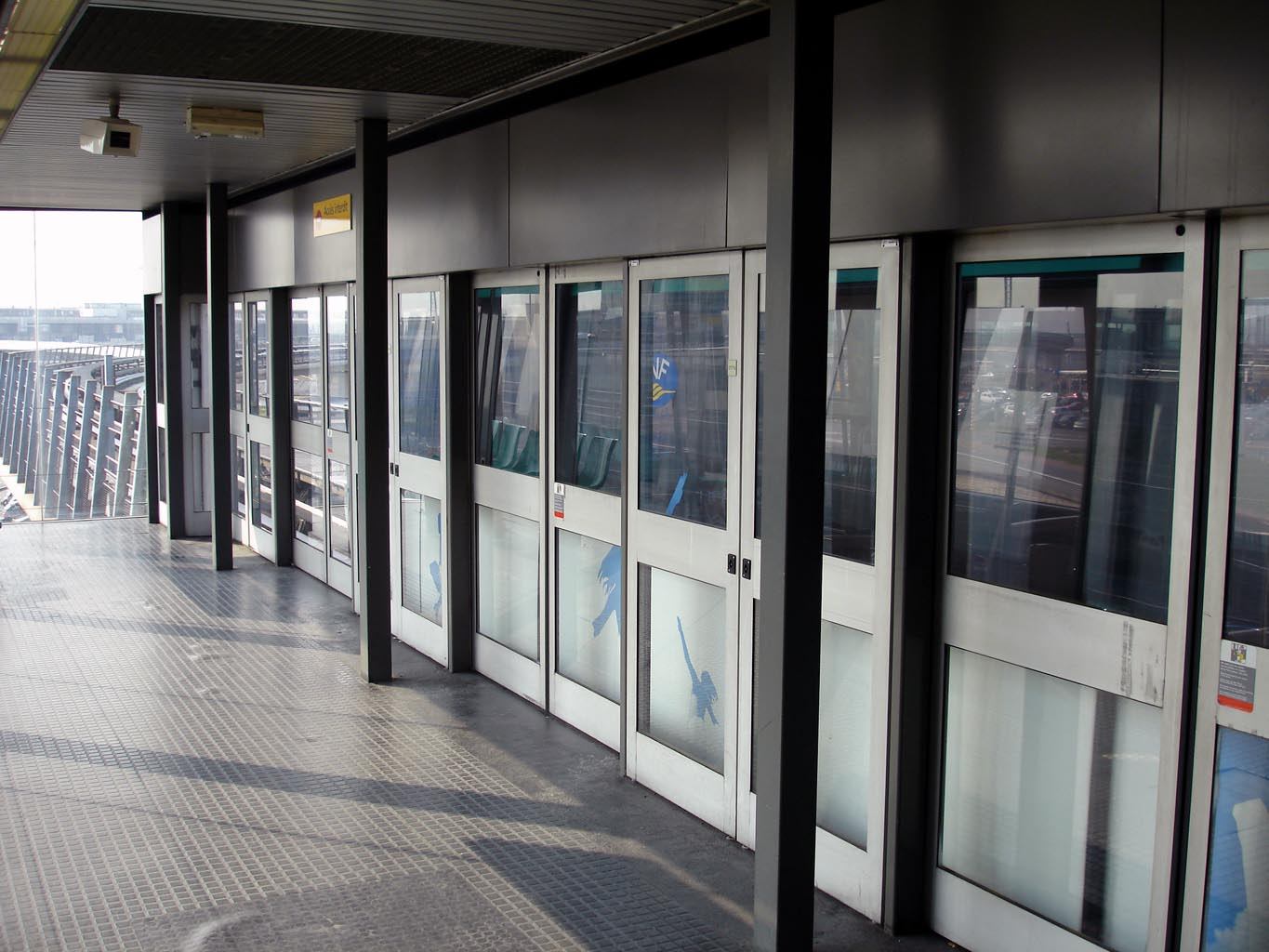
Платформенные раздвижные двери на станции Orly-Sud
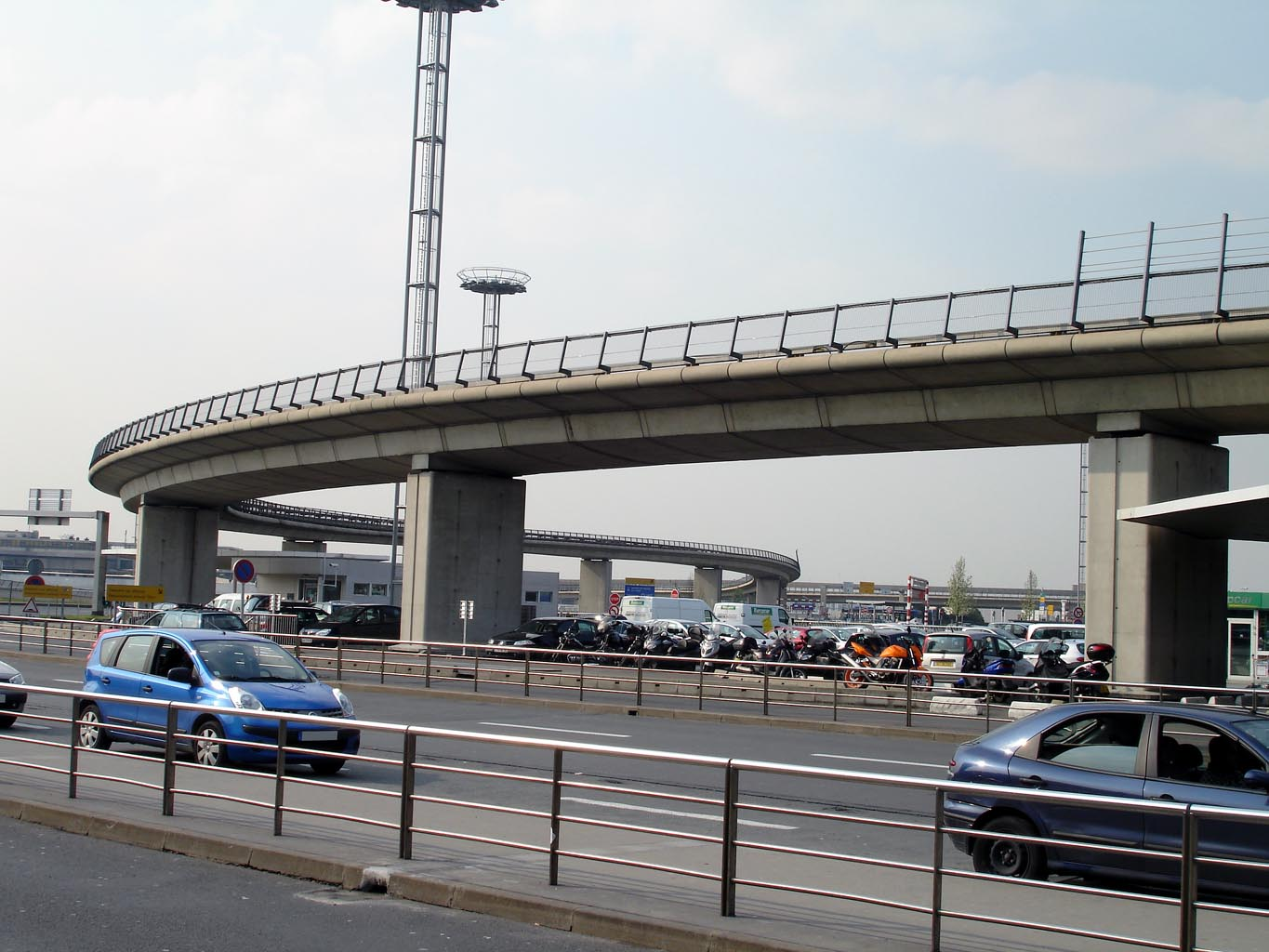
Метромост